# Olimbi Velaj
Olimbi Velaj (ur. w 1971 r. w Mallakastrze) – albańska poetka i dziennikarka. 

## Życiorys
W 1996 ukończyła studia filologiczne na Uniwersytecie w Elbasanie, a następnie antropologiczne na Uniwersytecie Sofijskim. W roku 1999 była jedną z sygnatariuszek petycji przeciwko bombardowaniu Jugosławii przez samoloty NATO. Pisze artykuły do wielu czasopism albańskich (Ballkan, Gazeta Metropol). Jako dziennikarka uczestniczy w międzynarodowych projektach dotyczących zwalczania handlu ludźmi. 
W 1998 roku wydała tomik poezji Çastet vdesin nën akrepa oresh (Chwile, które znikają pod wskazówkami czasu). Pięć lat później ukazał się nakładem wydawnictwa Aleph drugi tomik jej utworów: Qenia pasdite  (Popołudniowa egzystencja) w wersji dwujęzycznej (albańsko-angielskiej). W 2005 r. reprezentowała Albanię na Międzynarodowym Festiwalu Poezji w rumuńskim Curtea de Argeș, gdzie nominowano ją do Nagrody Bałkańskiej.
Kieruje katedrą literatury na Wydziale Pedagogicznym Uniwersytetu Aleksandër Moisiu w Durrësie.

## Publikacje
- 1998: Çastet vdesin nën akrepa oresh (poezja)
- 2003: Qenia pasdite
- 2020: Balada - nga oraliteti në letërsi : (një vështrim i baladës shqiptare në kontekst ndërballkanik)
- 2022: Lumturia e të tjerëve = The others happiness : poezi